# تارسو تون
تارسو تون یک کوه در چاد است.